# Supercopa d'Europa de futbol 2016
La Supercopa d'Europa 2016 fou la 41a edició de la Supercopa de la UEFA, un partit de futbol anual organitzat per la UEFA i disputada pels campions de les dues principals competicions europees de clubs, la Lliga de Campions de la UEFA i la Lliga Europa de la UEFA.
El partit el varen disputar el Reial Madrid CF, campió de la Lliga de Campions de la UEFA 2015–16, i el Sevilla FC, campió de la Lliga Europa de la UEFA 2015–16.
Es va jugar al Lerkendal Stadion de Trondheim, Noruega, el 9 d'agost de 2016. El Reial Madrid va guanyar el partit per 3–2 després de la pròrroga.

## Seu
El Lerkendal Stadion va ser anunciat com a seu del partit al Comitè Executiu de la UEFA de Nyon, Suïssa, el 18 de setembre de 2014. It was the first UEFA final hosted in Norway.
El Lerkendal Stadion va obrir, com a estadi multifunció, el 10 d'agost de 1947, i és el principal estadi de futbol i atletisme a Trondheim. És l'estadi on juga de local el Rosenborg BK. Té capacitat per 21,166 espectadors, i és el segon estadi més gran de Noruega.

## Equips
| Equip           | Classificació                                     | Participacions prèvies (en negreta els guanyadors) |
| --------------- | ------------------------------------------------- | -------------------------------------------------- |
| Reial Madrid CF | Campió de la Lliga de Campions de la UEFA 2015–16 | 1998, 2000, 2002, 2014                             |
| Sevilla FC      | Campió de la Lliga Europa de la UEFA 2015–16      | 2006, 2007, 2014, 2015                             |

Aquest fou el tercer cop consecutiu, i el quart de la història en què s'enfrontaven equips de l'estat espanyol.

## Partit

### Resum
Al minut 21 Marco Asensio va inaugurar el marcador pel Real Madrid amb un xut des de 25 metres que va entrar per l'escaire. Franco Vázquez va empatar al minut 41 en xutar ras des de dins l'àrea.
El Sevilla va veure com li xiulaven un penal a favor al minut 72 quan Sergio Ramos va fer falta sobre Vitolo en tocar-li la cama dins l'àrea. Yevhen Konoplyanka va marcar-lo enganyant el porter. Al minut 93 Sergio Ramos va marcar en rematar de cap a l'àrea petita una centrada des del lateral dret de Lucas Vázquez.
Quatre minuts abans de començar la prórroga Timothée Kolodziejczak fou expulsat en veure la segona targeta groga per una falta sobre Lucas Vázquez. Sergio Ramos va marcar llavors el seu segon gol, tot i que fou anul·lat a causa d'una falta comesa sobre el defensa del Sevilla Adil Rami.
Al minut 119 Dani Carvajal va arribar a l'àrea després d'una llarga carrera per la dreta, i va marcar xutant amb l'exterior per damunt del porter.

### Detalls
| Reial Madrid CF                           | 3–2 (pr.) | Sevilla FC                           |
| ----------------------------------------- | --------- | ------------------------------------ |
| Asensio 21' · Ramos 90+3' · Carvajal 119' | Detalls   | Vázquez 41' · Konoplyanka 72' (pen.) |

| Real Madrid | Sevilla |

| GK              | 13 | Kiko Casilla     |     |     |
| RB              | 2  | Dani Carvajal    | 84' |     |
| CB              | 5  | Raphaël Varane   |     |     |
| CB              | 4  | Sergio Ramos (c) |     |     |
| LB              | 12 | Marcelo          |     |     |
| CM              | 16 | Mateo Kovačić    |     | 73' |
| CM              | 14 | Casemiro         |     |     |
| CM              | 22 | Isco             |     | 66' |
| RF              | 17 | Lucas Vázquez    |     |     |
| CF              | 21 | Álvaro Morata    |     | 62' |
| LF              | 28 | Marco Asensio    | 86' |     |
| Suplents:       |    |                  |     |     |
| GK              | 31 | Rubén Yáñez      |     |     |
| DF              | 6  | Nacho            |     |     |
| DF              | 23 | Danilo           |     |     |
| MF              | 10 | James Rodríguez  | 93' | 73' |
| MF              | 19 | Luka Modrić      |     | 66' |
| MF              | 27 | Marcos Llorente  |     |     |
| FW              | 9  | Karim Benzema    |     | 62' |
| Entrenador:     |    |                  |     |     |
| Zinédine Zidane |    |                  |     |     |

| GK             | 1  | Sergio Rico            |          |     |
| CB             | 21 | Nicolás Pareja         |          |     |
| CB             | 6  | Daniel Carriço         |          | 51' |
| CB             | 5  | Timothée Kolodziejczak | 90', 93' |     |
| DM             | 8  | Vicente Iborra (c)     |          | 74' |
| RM             | 14 | Hiroshi Kiyotake       |          |     |
| LM             | 22 | Franco Vázquez         |          |     |
| AM             | 15 | Steven N'Zonzi         |          |     |
| RF             | 25 | Mariano                |          |     |
| CF             | 9  | Luciano Vietto         |          | 67' |
| LF             | 20 | Vitolo                 | 39'      |     |
| Suplents:      |    |                        |          |     |
| GK             | 13 | David Soria            |          |     |
| DF             | 18 | Sergio Escudero        |          |     |
| DF             | 23 | Adil Rami              |          | 51' |
| MF             | 4  | Matías Kranevitter     |          | 74' |
| MF             | 10 | Yevhen Konoplyanka     |          | 67' |
| MF             | 17 | Pablo Sarabia          |          |     |
| FW             | 12 | Wissam Ben Yedder      |          |     |
| Entrenador:    |    |                        |          |     |
| Jorge Sampaoli |    |                        |          |     |

| Home del partit: Sergio Ramos (Real Madrid) Àrbitres assistents: Milovan Ristić (Sèrbia) Dalibor Đurđević (Sèrbia) Quart àrbitre: Szymon Marciniak (Polònia) Àrbitres assistents addicionals: Danilo Grujić (Sèrbia) Nenad Đokić (Sèrbia) Àrbitre assistent suplent: Tomasz Listkiewicz (Polònia) | Regles del partit - 90 minuts. - 30 minuts de pròrroga si calgués. - Tanda de penals en cas que continuï l'empat. - Set suplents a la banqueta, dels quals tres poden jugar. |

| Supercopa d'Europa 2016   |
| ------------------------- |
|                           |
| Reial Madrid Tercer títol |

### Estadístiques
| Estadístiques         | Real Madrid | Sevilla |
| --------------------- | ----------- | ------- |
| Gols marcats          | 1           | 1       |
| Xuts totals           | 4           | 3       |
| Xuts entre els 3 pals | 3           | 2       |
| Aturades              | 1           | 2       |
| Possessió             | 36%         | 64%     |
| Córners               | 2           | 1       |
| Faltes comeses        | 5           | 10      |
| Fores de joc          | 3           | 0       |
| Targetes grogues      | 0           | 1       |
| Targetes vermelles    | 0           | 0       |

| Estadístiques         | Real Madrid | Sevilla |
| --------------------- | ----------- | ------- |
| Gols marcats          | 1           | 1       |
| Xuts totals           | 8           | 2       |
| Xuts entre els 3 pals | 3           | 1       |
| Aturades              | 0           | 2       |
| Possessió             | 42%         | 58%     |
| Còrners               | 6           | 1       |
| Faltes comeses        | 9           | 5       |
| Fores de joc          | 2           | 1       |
| Targetes grogues      | 2           | 1       |
| Targetes vermelles    | 0           | 0       |

| Estadístiques         | Real Madrid | Sevilla |
| --------------------- | ----------- | ------- |
| Gols marcats          | 1           | 0       |
| Xuts totals           | 10          | 2       |
| Xuts entre els 3 pals | 7           | 0       |
| Aturades              | 0           | 6       |
| Possessió             | 50%         | 50%     |
| Còrners               | 2           | 1       |
| Faltes comeses        | 5           | 6       |
| Fores de joc          | 0           | 0       |
| Targetes grogues      | 1           | 1       |
| Targetes vermelles    | 0           | 1       |

| Estadístiques         | Real Madrid | Sevilla |
| --------------------- | ----------- | ------- |
| Gols marcats          | 3           | 2       |
| Xuts totals           | 22          | 7       |
| Xuts entre els 3 pals | 13          | 3       |
| Aturades              | 1           | 10      |
| Possessió             | 42%         | 58%     |
| Còrners               | 10          | 3       |
| Faltes comeses        | 19          | 21      |
| Fores de joc          | 5           | 1       |
| Targetes grogues      | 3           | 3       |
| Targetes vermelles    | 0           | 1       |